# Полістовський заповідник
Полістовський заповідник (рос. Полистовский заповедник) — державний природний заповідник, що розташований у Псковській області Російської Федерації.
Державний Полістовський заповідник створений 25 травня 1994 року. Його загальна площа 37 837 гектарів. Навколо заповідника встановлена охоронна зона 17 279 гектарів.
Клімат району помірно-континентальний, наближений до морського. Середньорічна температура повітря +4,9 °C. Тривалість вегетаційного періоду — 175 днів. Середня тривалість безморозного періоду становить 143 дні.

## Історія
Заповідник «Полістовський» розташований в Бежаницькому і Локнянському районах Псковської області. Два заповідника, Полістовський і Рдейський (в Новгородській області), були організовані в 1994 році для збереження та вивчення масиву сфагнових боліт південної тайги — Полістово-Ловатської системи верхових боліт Валдайської височини на вододілі річок Полість і Ловать, однієї з найбільших болотних систем, що найкраще збереглася у Європі. Заповідник і його болота відповідають критеріям Рамсарської конвенції, до списку якої вносяться всі водно-болотні угіддя, що мають міжнародне значення. Ще в 1973 році Полістово-Ловатська система верхових боліт була включена в список охоронюваних боліт міжнародного проекту «Тельма» зважаючи на те, що дана болотна система — одна з найбільших і найцінніших в Європі. Територія заповідника дуже цінна у флористичному, і, особливо, фауністичному відношенні. Державний природний заповідник «Полістовський» є природоохоронною, науково-дослідним та еколого-просвітницьким закладом федерального значення. Метою створення заповідника стало збереження в природному стані та вивчення природних комплексів Полістово-Ловатської болотної системи, в межах якої він розташований. Полістовский і Рдейський заповідники - перші болотні заповідники в Росії.

## Розташування
Заповідник розташований на сході Псковської області, на стику Бежаницького і Локнянського районів. Зі сходу, з боку Новгородської області, до Полістовського заповідника примикає заповідник «Рдейський», також розташований в межах Полістово-Ловатської болотної системи. Загальна площа заповідника 37 837 га.